# Шатаев, Магомед Шотаевич
Шатаев Магомед, уроженец села Курчалой, до депортации ответственный работник в ЧИАСССР, как отмечается в официальной справке, «показал себя невыдержанным по отношению к работникам комендатуры», «с 1946 года разрабатывался ОСП МВД Кирг. ССР по агентурному делу, как участник антисоветской националистической группы, имел связь с лидером националистической группы в Чечне, ныне находящимся в заключении Вахаевым Хаси», «с 1946 года Шатаев разрабатывался МГБ по делу – формуляр «Единомышленники», по окраске «чеченский националист».
Магомед Шотаевич Шатаев (чечен. ШотӀи-КӀант Мохьмад; 1896, Терская Область, с. Курчалой, Российская империя — 1965, Курчалой, Чечено-Ингушская АССР, РСФСР, СССР) — чеченский общественный деятель. Вёл активную работу по реабилитации вайнахов и их возвращению из депортации на историческую родину, а также добивался восстановления Чечено-Ингушской АССР. Первый из чеченцев получил разрешение посетить родину после депортации.

## Биография

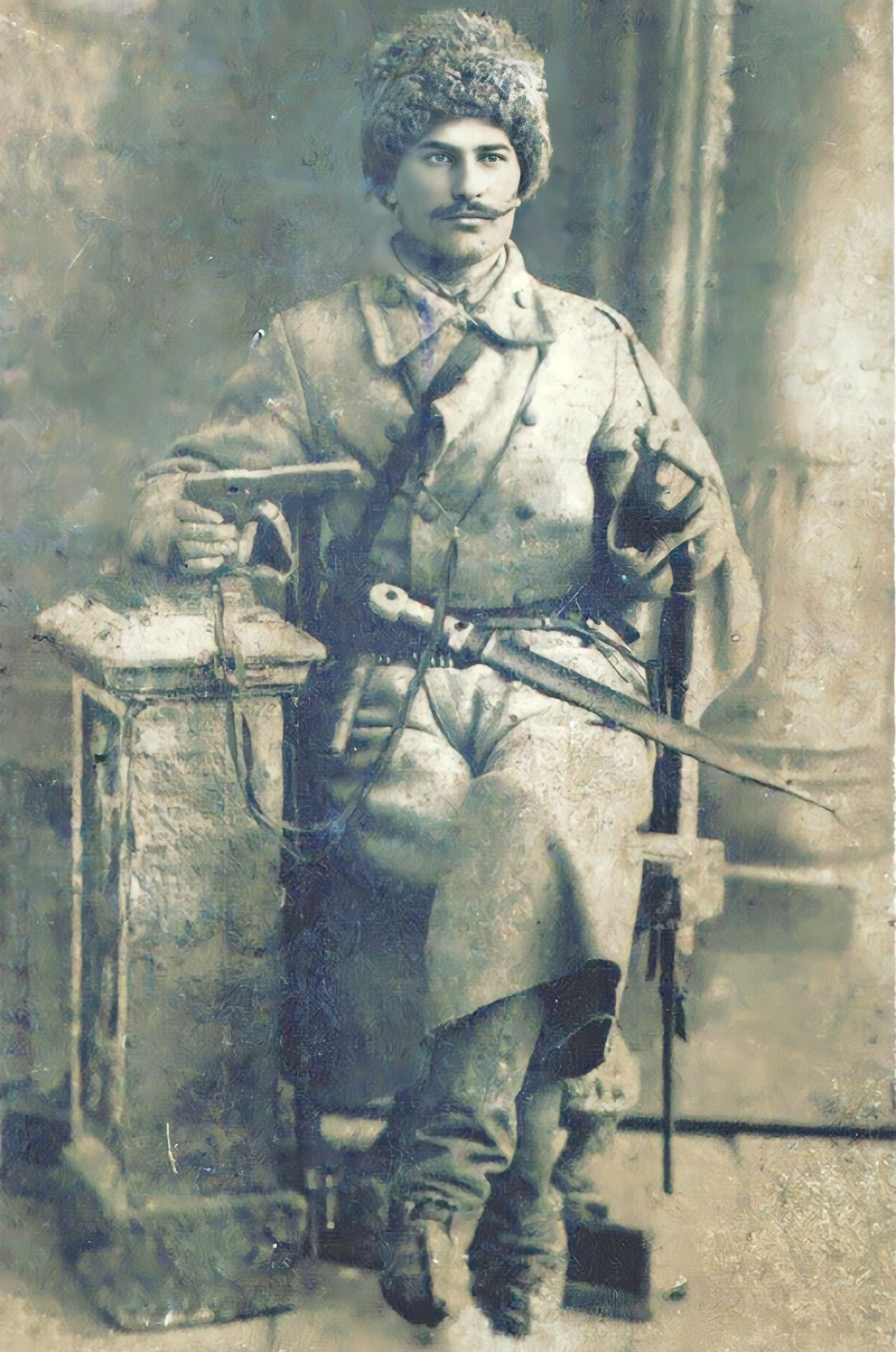
Шатаев Магомед, период Стодневных боёв за Грозный 1918 год

Родился в 1896 году в селе Курчалой в состоятельной семье выходца из тайпа Курчалой (отец был землевладельцем и торговцем). В 15 лет Магомед остался без отца. Учился в специальном классе для чеченских мальчиков при Веденской церковно-приходской школе, организованной просветителем А.-М. Кужуевым.
В годы гражданской войны участвовал в Стодневных боях за Грозный. В дальнейшем продолжил деятельность на военном поприще, служил в полку А. Б.-Г. Митаева, командовал сотней, участвовал в осаде крепости Ведено и в боях за Гудермес, Цоци-юрт. После ареста и расстрела А. Б.-Г. Митаева был арестован, как его соратник находился под расстрельной статьёй. Провёл в тюрьме около года.
В 1921 году был избран делегатом Горского съезда советов во Владикавказе и членом Чеченского окружного исполкома в Грозном. С 1920 года работал инструктором Чеченского окружного исполкома Грозного. В 1922-1925 годах был председателем сельского Совета села Курчалой. Дважды (в 1924 и 1927 годах) был делегатом Чеченского областного съезда Советов. В 1925 году стал инструктором Чеченского областного отдела народного образования по Гудермесскому округу. С 1926 года исполнял обязанности заведующего окружным земельным отделом и заместителя председателя Окружного исполкома станции Гудермес Чеченской области. В 1927 году стал председателем Гудермесского окружного исполкома станции Гудермес Чеченской автономной области.
В 1931—1937-е годах — управляющий «Водоканалтреста» в городе Грозном, избран депутатом Курчалоевского районного Совета депутатов трудящихся. В 1929 году вступил в ВКП(б).
В 1934 году был избран депутатом Грозненского городского совета. В 1937 году был репрессирован вместе со своим другом Абдурахманом Авторхановым и другими, обвинён в подготовке вооружённого восстания, приговорён «по 1-й категории», то есть к расстрелу. Позднее приговор был пересмотрен и Шатаева приговорили к лагерному сроку. Прошёл сталинские тюрьмы, три года находился в заключении, допрашивался, подвергался пыткам. В 1941 году был полностью реабилитирован «ввиду отсутствия состава преступления».
С 1941 по 1944 года заведовал земельным отделом Курчалоевского района.

### Депортация
В 1944 году, согласно Постановлению ГКО СССР № 5073, чеченцев и ингушей депортировали в Среднюю Азию. Шатаев попал в село Ворошиловское Фрунзенского района Киргизской ССР. В Киргизии находился под особым надзором Фрунзенской районной спецкомендатуры МГБ.

### Восстановление республики
После смерти Сталина и расстрела Берии у депортированных народов появилась надежда на реабилитацию и возвращение на родину. В феврале 1956 года в Москве проходил XX съезд КПСС. Как представитель общественности вайнахского народа Шатаев попытался попасть в зал заседания и зачитать письмо с обращением от депортированных народов, однако ему это не удалось. Тогда он обратился к своему старому другу, председателю совета министров Республики Дагестан М. М. Меджидову, с просьбой чтобы письмо внесли в регламент съезда. В итоге письмо было зачитано на одном из заседаний съезда. Спустя некоторое время на имя Шатаева поступила правительственная телеграмма следующего содержания:«Ваше письмо произвело большое впечатление на делегатов съезда, скорее всего ваш вопрос будет решён положительно».
Однако возвращение на Родину не было безоблачным. Несмотря на прошедший XX съезд КПСС, критику сталинизма, вопрос решался с большим трудом. Объяснялось это организационными, материальными, психологическими издержками и заботой о заселившихся на исконные вайнахские земли людях.
Шатаев был в составе первой официальной делегации от депортированных народов Кавказа, посетившей руководителей партии и правительства в Кремле. 12 июня 1956 года он был на приёме первого заместителя Председателя Совета Министров СССР Анастаса Микояна в составе комиссии по возвращению Чечено-Ингушского народа на Кавказ.
В ходе этой встречи Шатаев выступил об общем настроении народа и цели визита делегации к руководству страны .
Шатаев на этой встрече попросил Микояна дать ему документ, разрешающий посещение Родины. Такой мандат ему выписали. Он был первым чеченцем, которому это официально разрешили.
16 июля 1956 году вайнахи были реабилитированы. В 1956 году выступал на митингах в Киргизии и Казахстане за возвращение спецпереселенцев чеченцев и ингушей на историческую родину и восстановление Чечено-Ингушской АССР.
Указами Президиумов Верховных Советов СССР и РСФСР 9 января 1957 года Чечено-Ингушская АССР была восстановлена.

### Последние годы

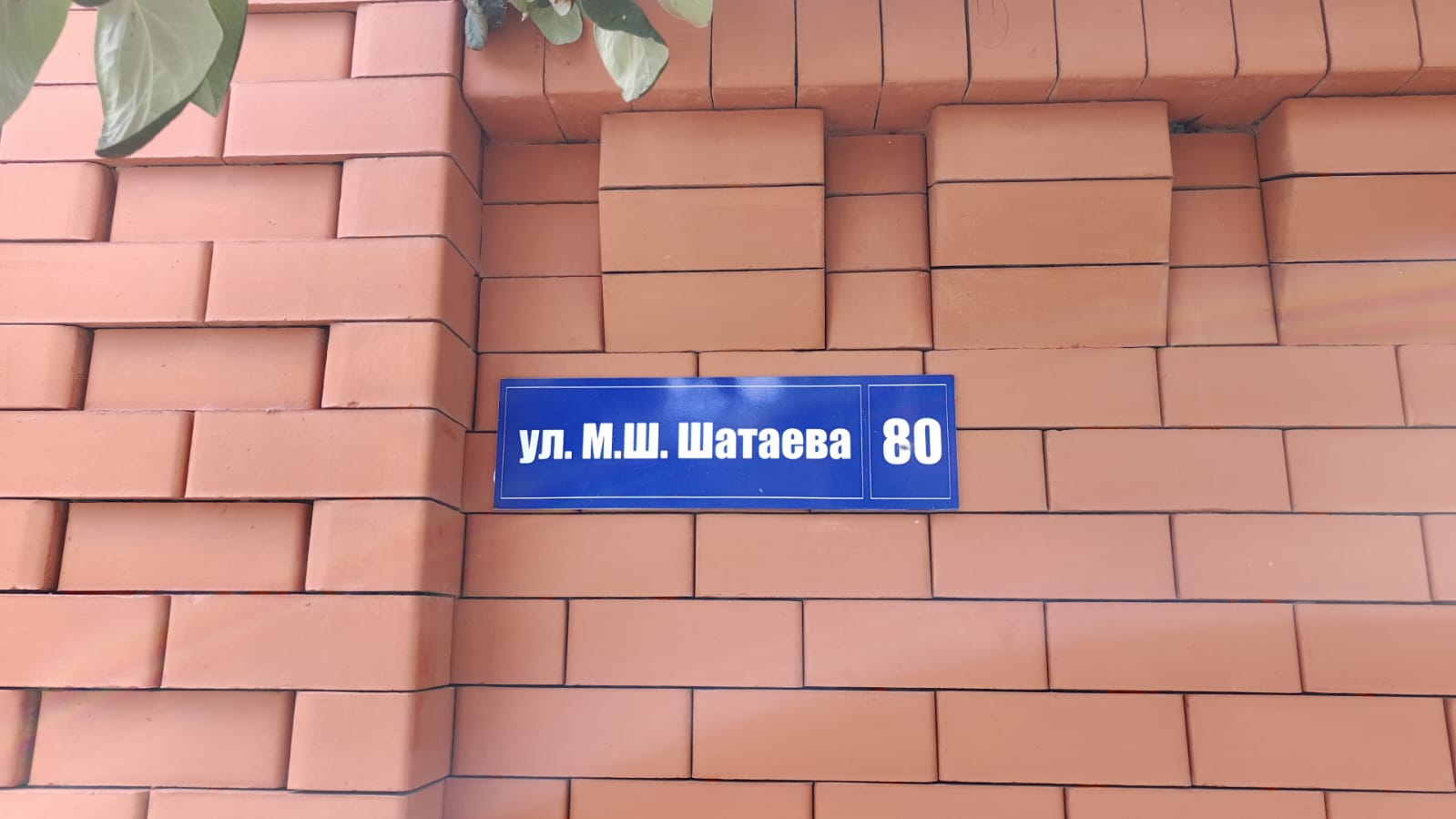
Улица им. Шатаева в Грозном.

Затем Шатаев был утверждён в должности уполномоченного ЦК КП Киргизии и ЦК КП Казахстана по переселению чеченцев и ингушей на родину, входил в Оргкомитет по восстановлению ЧИАССР. После возвращения чеченцев и ингушей в ЧИАССР происходили массовые межнациональные столкновения Шатаев непосредственно участвовал в урегулировании этих конфликтов. С 1957 по 1962 года занимал должность Председателя Курчалоевского райисполкома, являлся кандидатом в члены Чечено-Ингушского обкома КПСС. Шатаев дружил с Али Митаевым, Абдурахманом Авторхановым и Хаси Вахаевым. После распада СССР в начале 1990-х годов А. Авторханов часто упоминал Магомеда в радиоинтервью рассказывая разные истории из жизни. В начале своей карьеры жил и работал в центре Грозного. Последние годы своей жизни жил в Курчалое. В 1965 году утром собирался на похороны друга. Но так и не вышел со своего двора. Ему было 69 лет, когда остановилось сердце.
На похоронах председатель Совета министров ЧИАССР Муслим Гайрбеков произнёс следующие слова:
Сегодня ушел от нас в мир праведный один из редких подлинных къонахов по эту сторону Аргуна, мой хороший друг и товарищ. Он оказал неоценимую помощь в деле возвращения чеченского народа из Казахстана и Средней Азии на Родину…

## Память
- В честь Шатаева в 2010 году была названа одна из улиц в городе Курчалой[19].
- В декабре 2022 года имя Шатаева было присвоено одной из улиц Грозного[20].